# Семьон Фарада
Семьон Лвович Фердман, повече известен с артистичното си фамилно име Фарада, е руски и съветски актьор, заслужил артист на РСФСР (1991) и народен артист на Русия (1999).

## Биография
Семьон Фарада е роден в село Николское, Московска област (част от Москва от 1960 г., на чието място е днешната метростанция „Речной вокзал“) в семейството на студенти евреи от Новоград Волински, Житомирска област, Украйна.
След завършване на Московския държавен технически университет „Бауман“ (1962) работи като инженер.
Негова съпруга е актрисата Мария Полицеймако (дъщеря на известния актьор Виталий Полицеймако от Болшой драматически театър „Г. А. Товстоногов“ в Санкт Петербург). Синът им Михаил Полицеймако е актьор от театъра и киното.

## Творческа кариера
През 1970 – 1971 г. е естраден артист, а 1972 г. е актьор в Театъра за драма и комедия на Таганка. Роли в спектаклите: „Добрият човек от Сечуан“ (втори бог), „Хамлет“ (втори гробар), „Майсторът и Маргарита“ (3 роли), „Пет разказа на Бабел“ (ученик на Загурски) и др.
В киното е от 1968 г., прави своя дебют във филма „Почивка в каменната ера“. Майстор на киноепизода, участва в повече от 100 филма.
От 1996 г. оглавява актьорския клуб „100 роли“.